# Штюслинген
Штюслинген (нем. Stüsslingen) — коммуна в Швейцарии, в кантоне Золотурн.
Входит в состав округа Гёсген. Официальный код — 2499.

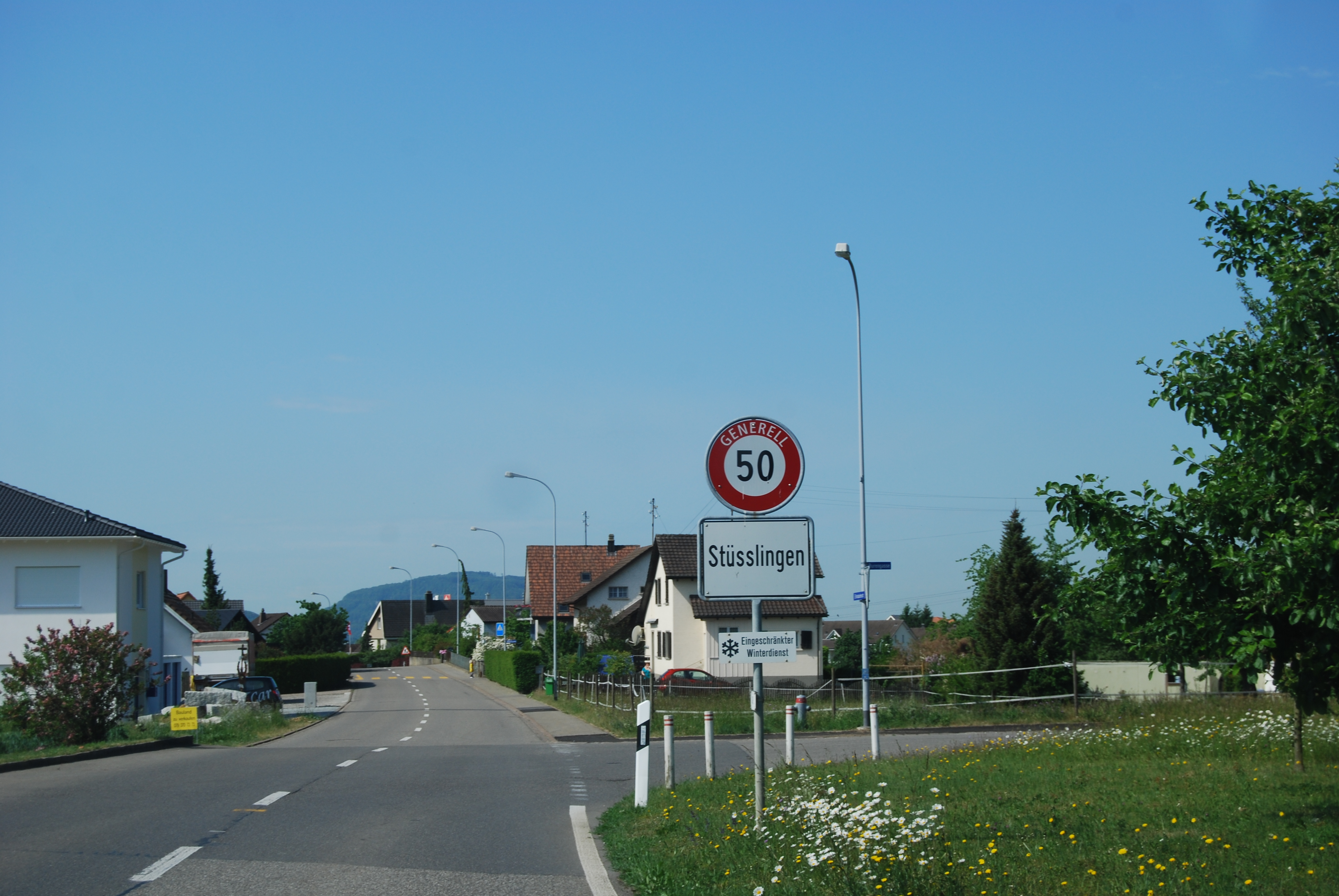
Штюслинген

На 31 декабря 2007 года население составляет 1004 человека.
1 января 2021 года в состав коммуны Штюслинген вошла коммуна Рор.